# Маламук (Прахова)
Маламук (рум. Malamuc) насеље је у Румунији у округу Прахова у општини Гергица. Oпштина се налази на надморској висини од 76 m.

## Становништво
Према подацима из 2002. године у насељу је живело 431 становника, од којих су сви румунске националности.